# Helen Forrest
Helen Forrest (née Helen Fogel, 12 avril 1917 - 11 juillet 1999) est une chanteuse américaine de swing. Elle fut la chanteuse attitrée de trois des big bands les plus populaires de l'ère Swing (Artie Shaw, Benny Goodman et Harry James), gagnant ainsi en notoriété. Ses plus grands succès sont You made me love you et They say.

## Biographie

### Enfance
Forrest est née à Atlantic City (New Jersey), le 12 avril 1917. Ses parents, Louis et Rebecca Fogel, étaient juifs. Son père est mort de la grippe alors qu'Helen était enfant, elle a donc été élevée par sa mère, qui a souvent imputé la mort de son mari à la naissance d'Helen. Helen a trois frères aînés: Harry, Ed et Sam. Au début de son adolescence, la famille de Forrest a déménagé à Brooklyn. La mère et le beau-père d'Helen transforment alors la maison de la famille en bordel. À 14 ans, Helen manque de se faire violer par son beau-père mais se défend avec un couteau de cuisine. À la suite de cela, la mère d'Helen l'encourage à vivre avec son professeur de piano, Honey Silverman, et sa famille. Ce dernier remarque la voix d'Helen et l'encourage à se concentrer plutôt sur le chant. Soucieuse de trouver une carrière dans le chant, Helen abandonne le lycée pour poursuivre son rêve.

### Débuts
Forrest retourne à Atlantic City et commence à chanter avec le groupe de son frère Ed. Elle revient rapidement à New York, où elle rend visite à des éditeurs de chansons et effectue une audition pour un créneau de 15 minutes pour une émission de radio locale. Au même moment, elle change son nom en Forrest. En 1934, Forrest, 17 ans, commence à chanter pour WNEW à New York. Elle joue également pour WCBS où elle était connue sous le nom de « Bonnie Blue » et « The Blue Lady of Song ». Finalement, elle finit par chanter au Madrillon Club, à Washington, où elle se produit pendant environ deux ans.

### 1938-1943: Shaw, Goodman et James
Après avoir vu Forrest au Madrillon, le chef d'orchestre Artie Shaw lui propose de partir en tournée avec lui; Shaw était à la recherche de nouveaux talents puisque Billie Holiday quitte le groupe au même moment. Helen débute ainsi en 1938. Pendant un certain temps, elle et Holiday travaillent avec le groupe de Shaw. Dans certaines salles, les artistes afro-américains étaient tenus de rester hors de la scène jusqu'à ce qu'ils se produisent. Quand Forrest en prend conscience, elle déclare par solidarité, comme Holiday, qu'elle ne monterait pas sur scène avant de chanter. Elle enregistre 38 singles avec le groupe de Shaw. Deux de ses plus grands succès avec Shaw étaient les chansons « They Say » et « All the Things You Are ». Helen Forrest devient alors une icône de la chanson aux États-Unis. En novembre 1939, Shaw rompt son groupe.
Helen rejoint Benny Goodman en décembre 1939, avec qui elle enregistre dès lors un certain nombre de chansons célèbres, dont le standard The Man I Love. Helen enregistre en tout 55 chansons en studio avec Goodman. Elle déclare à la série radio Pop Chronicles : « Benny regarderait juste au-dessus de vos sourcils, au milieu, juste au-dessus du front. Il était un homme très étrange », . Elle décrit Goodman comme le chef de groupe le plus exigeant pour lequel elle a chanté. En août 1941, Forrest quitte l'orchestre « pour éviter de faire une dépression nerveuse », du fait du perfectionnisme du chef d'orchestre,. Après avoir quitté Goodman, Forrest enregistre brièvement quelques titres avec Nat King Cole et Lionel Hampton.
En 1941, elle commence sa collaboration avec Harry James. Le groupe l'admet à la suite d'une audition. Plusieurs décennies plus tard, Forrest explique dans une interview,  « Harry James était merveilleux. Quand je l'ai rejoint, j'ai dit:  ''Il n'y a qu'une seule condition: peu m'importe combien vous me payez, je me fiche des arrangements. La seule chose que je veux, c'est commencer un refrain et le terminer. Je veux faire des couplets, alors ne m'installez pas pour un refrain au milieu d'un instrumental ''. Il a dit: "Vous l'avez", et c'était tout. » C'est avec le Harry James Orchestra qu'Helen a enregistré ses numéros les plus populaires, notamment I Had the Craziest Dream en 1942 et I Don't Want to Walk Without You de 1941. En 1942, Helen apparaît avec le Harry James Band dans le film hollywoodien Ivresse de printemps, avec Betty Grable.
En 1942 et 1943, Helen Forrest est élue meilleure chanteuse aux États-Unis dans le sondage DownBeat.

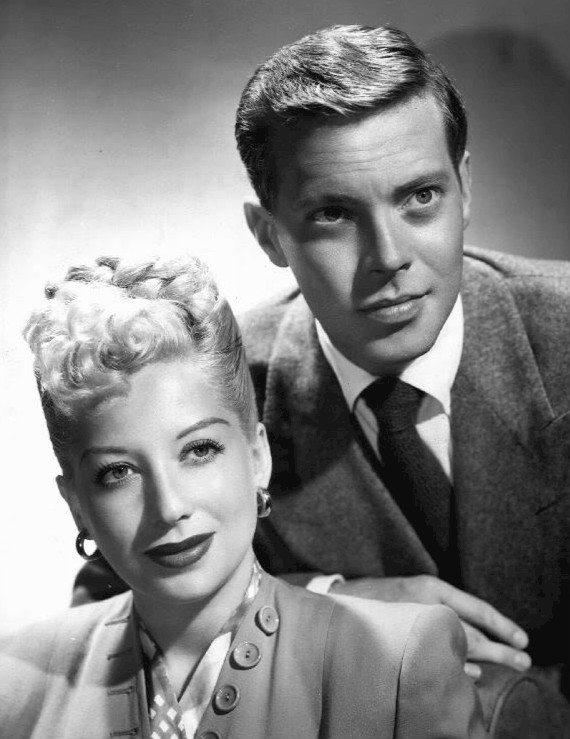
Photo publicitaire de Forrest et Haymes au début de l'émission de radio de Haymes en 1944.

Forrest quitte Harry James à la fin de 1943 à la poursuite d'une carrière solo. Elle signe un contrat d'enregistrement avec Decca et co-vedette avec Dick Haymes sur The Dick Haymes Show sur la radio CBS de 1944 à 1947,. Le premier disque de Decca d'Helen, Time Waits For No One, atteint la deuxième place sur le Hit Parade et l'émission de radio atteint les meilleures cotes. Haymes a également été sous contrat avec Decca, et de 1944 à 1946, le duo a enregistré 18 duos, dont 10 atteignant le Top Ten. Les versions Long Ago and Far Away, It Had to Be You, I'll Buy That Dream, I'm Always Chasing Rainbows et Oh, What It Seemed ont été de grands succès. En 1944, elle fait une apparition dans le film d'Esther Williams Le Bal des sirènes avec Harry James et son orchestre. Elle est également apparue dans le film Deux Jeunes Filles et un marin. Au cours de la fin des années 40, Helen fait la une dans les théâtres et les clubs.

### Fin de carrière
En 1955, la mère d'Helen Forrest décède. La même année, Helen rejoint à nouveau Harry James en studio pour enregistrer un nouvel album swing appelé Harry James in Hi-Fi, qui devient un best-seller. À la fin des années 1950, la carrière solo d'Helen décline puisque le rock'n'roll s'impose.
Helen a continué à faire des disques occasionnels et à se produire dans des concerts et se produisait à Lake Tahoe avec Frank Sinatra Jr. en 1963 quand il a été enlevé.

### Fin de vie
Helen Forrest est décédée le 11 juillet 1999 d'une insuffisance cardiaque congestive à Los Angeles. Elle avait 82 ans.

### Vie privée
Au cours de sa vie, Helen s'est mariée et a divorcé trois fois. En 1960, Helen (avec son troisième mari, Charles Feinman) a donné naissance à son fils unique, Michael Forrest Feinman. Michael a résidé dans le sud de la Californie jusqu'à sa mort le 1er mai 2014,.
Au début des années 1940, Forrest a eu une histoire d'amour avec le chef d'orchestre Harry James alors qu'elle faisait partie de son groupe. La relation a pris fin peu de temps avant que James ne rencontre la femme qu'il épouserait plus tard, l'actrice Betty Grable.

## Discographie
- The Complete Helen Forrest avec le Benny Goodman Orchestra (Collector's Choice)
- The Complete Helen Forrest avec le Harry James Orchestra (Collector's Choice)
- Transcriptions complètes du monde (Soundies)